# Hartensteiner Wald
Das Naturschutzgebiet Hartensteiner Wald liegt auf dem Gebiet der Stadt Hartenstein im Landkreis Zwickau in Sachsen. Es erstreckt sich zwischen dem unteren Westerzgebirge und dem Erzgebirgsvorland.

## Lage
Das Landschaftsschutzgebiet (LSG) mit rund 90 ha südlich der Stadt Hartenstein ist ein großes zusammenhängendes Waldgebiet beidseitig der Zwickauer Mulde und umfasst das Muldetal von der Burg Stein bis zur Prinzenhöhle, das westlich anschließende Gebiet des Steinwaldes und das östlich gelegene Waldgebiet bis zur Ostgrenze des Landkreises Zwickau. Es trägt die offizielle Postadresse Talstraße 3, 08118 Hartenstein. Eingebettet in dieses LSG liegt das Naturschutzgebiet (NGG) Hartensteiner Wald. – Das Flächennaturdenkmal Erlen-Auwald Stein und der Steiner Schlosshang sowie die Naturdenkmale Schlosspromenade und Hochzeits-Eichen gehören ebenfalls zum LSG. Nördlich verläuft die S 283 und östlich die S 255. Als genauere Grenzen werden vom Landratsamt Zwickau der Tieftalweg (nordöstlich), der Dreibrückenweg (östlich) und der Lößnitzer Weg angegeben. Die übrigen Wege tragen keine Namen.

## Geschichte

### Überblick und Entstehung
Das NGG Hartensteiner Wald repräsentiert die rund eintausend Jahre alte sächsische Landschaftsgeschichte zwischen Hartenstein und Bad Düben.
Das Gebiet wurde erstmals im Jahr 1961, zu DDR-Zeiten, unter Naturschutz gestellt.
Nach der deutschen Wiedervereinigung, 1993 wurde der Schutzstatus erneuert, das NSG Hartensteiner Wald ist nun Bestandteil des FFH-Gebietes Muldetal bei Aue und gehört damit zum Ökologie-Schutzgebiet Natura 2000. Das große Gebiet trägt die genaue Bezeichnung NSG-Nr. C 04; im April 2001 veröffentlichte die sächsische Landesregierung dazu den entsprechenden Beschluss.

## Beschreibung

### Überblick
Das Naturschutzgebiet Hartensteiner Wald bietet Besuchern folgende Attraktionen:
- Die Prinzenhöhle, ein 18 m langer Felsspalt, zu der man hinabsteigen muss, entstand im Mittelalter als Bergwerksstollen und soll der Legende nach als Versteck zweier Ritter gedient haben, die im Auftrag des Kunz von Kaufungen einen Prinzen entführt hatten.
- Unterhalb der Höhle steht das Forsthaus Zur Prinzenhöhle, das ein Restaurant beherbergt.
- Eine weitere Sehenswürdigkeit in diesem Wald ist der Knoblauchfelsen.
- Die Wanderwege Dreibrückenweg, Mühlweg, Lößnitzer Weg und Muldentalwanderweg durchziehen unter anderem das NGG.[4][5][6]

### Flora und Fauna
Die frühere Bewirtschaftung der kommunalen Waldflächen hier wurde Ende des 20. Jahrhunderts im Rahmen des europäischen Schutzgebietsnetzes Natura 2000 aufgegeben. Die Bestände sollen sich durch intensiven Schutz und behutsame Nachpflanzungen wieder in einen naturnahen Zustand zurückentwickeln.
Folgende Gewächse sind im NGG zu finden: Japanischer Staudenknöterich entlang der feuchten Wiesenflächen, Buchen: typisch der Hainsimsen-Buchenwald, Fichten, Vogel-Nestwurz, Langblättriges Waldvöglein, Bärlauch, Zwiebel-Zahnwurz, Quirlblättrige Zahnwurz, Türkenbund-Lilie, Echter Fichtenspargel, Nördlicher Streifenfarn, Braunstieliger Streifenfarn, Rauhhaariges Hartheu, Wald-Wicke, Berg-Ehrenpreis. Fast alle sind auch im Naturschutzgesetz konkret genannt.
Besonders zu schützende im NGG vorkommende Tierarten sind: Hohltauben, Grauspechte, Nagelfleck, Großer Eisvogel, Großer und Kleiner Schillerfalter. Schwarzspecht, Raufußkauz, Uhus (Brutgebiet Muldetal), Mopsfledermaus, Großes Mausohr, Wasserfledermaus, Feuersalamander (Laichgebiet Quellareal Ottertal), Großer Eisvogel und Kaisermantel.
Bei weiteren Vogelbeobachtungen konnten außerdem folgende Arten erfasst werden: Grünspecht, Eichelhäher, Tannenmeise, Haubenmeise, Blaumeise, Kohlmeise, Wintergoldhähnchen, Kleiber, Silberreiher und Wasseramsel. Hinzu kommen Waldkauz, Sumpfmeise, Mönchsgrasmücke, Waldbaumläufer und Zaunkönig (Januar und Mai 2023 sowie Juli 2024).
In dem Gesetz heißt es schließlich, dass dazu auch die „für die Fortpflanzung, die Ernährung, die Migration, den Durchzug und die Überwinterung wichtigen Habitate“ gehören.

## Sonstiges
Der Planungsverband Chemnitz sucht Aufstellorte für Windräder, auch der Hartensteiner Wald („höher gelegene Flächen … im Bereich von Meisterei und Alexanderstein“) wird nicht ausgeschlossen.